# Stiftsgården

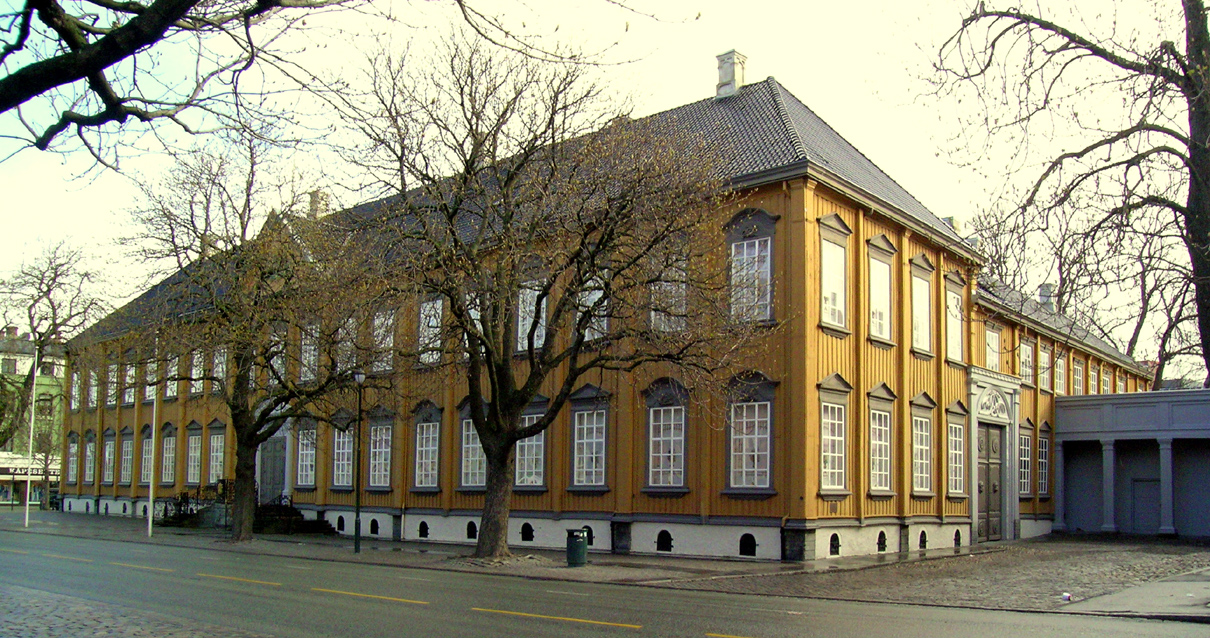
Stiftsgården von der Munkegata

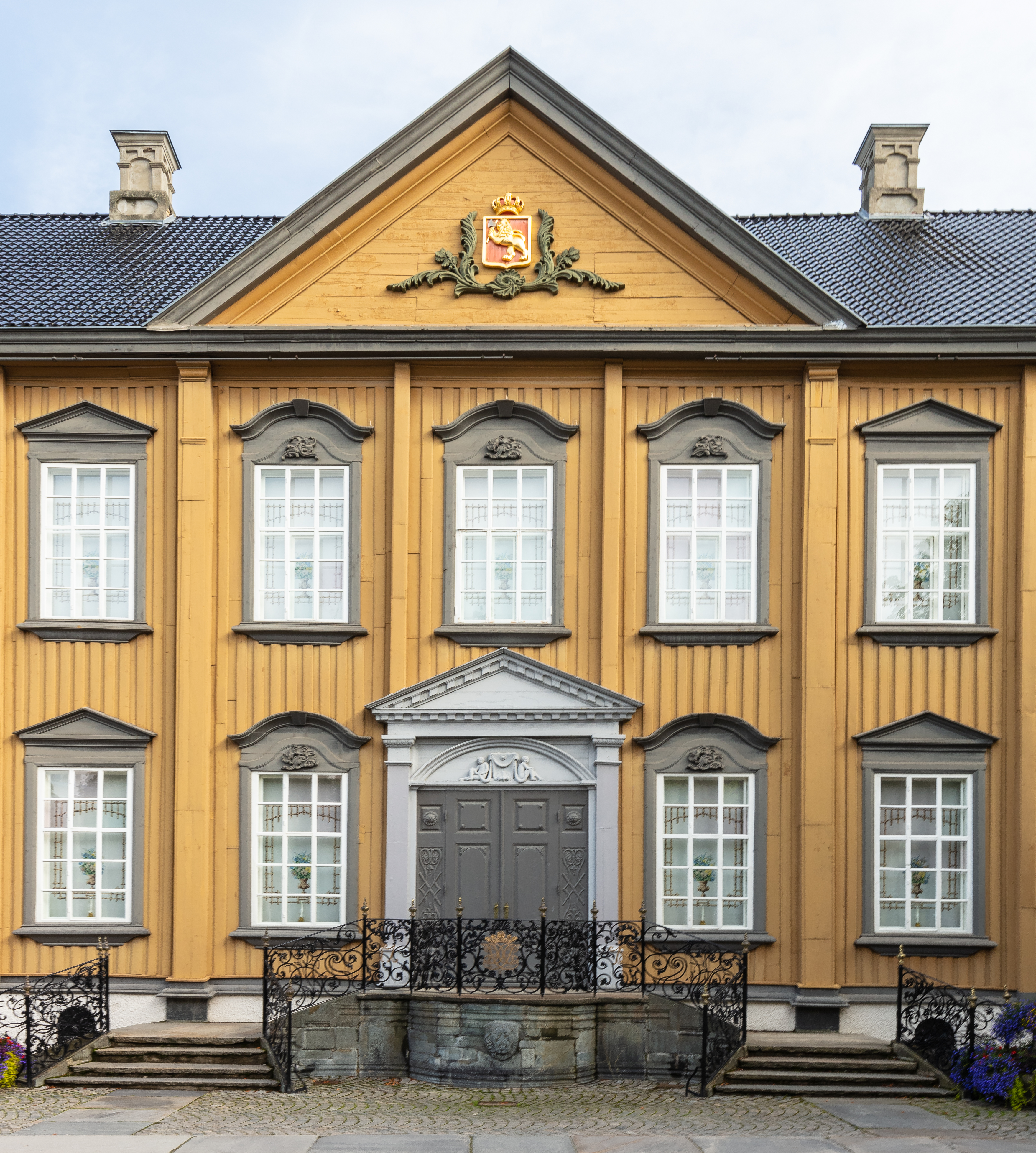
Haupteingang

Stiftsgården ist die königliche Residenz in Trondheim, Norwegen. Die Residenz ist als Blockbau errichtet und außen mit einer Holzverkleidung in klassizistischem Stil versehen. Sie gilt als das größte Holzgebäude Europas.

## Geschichte

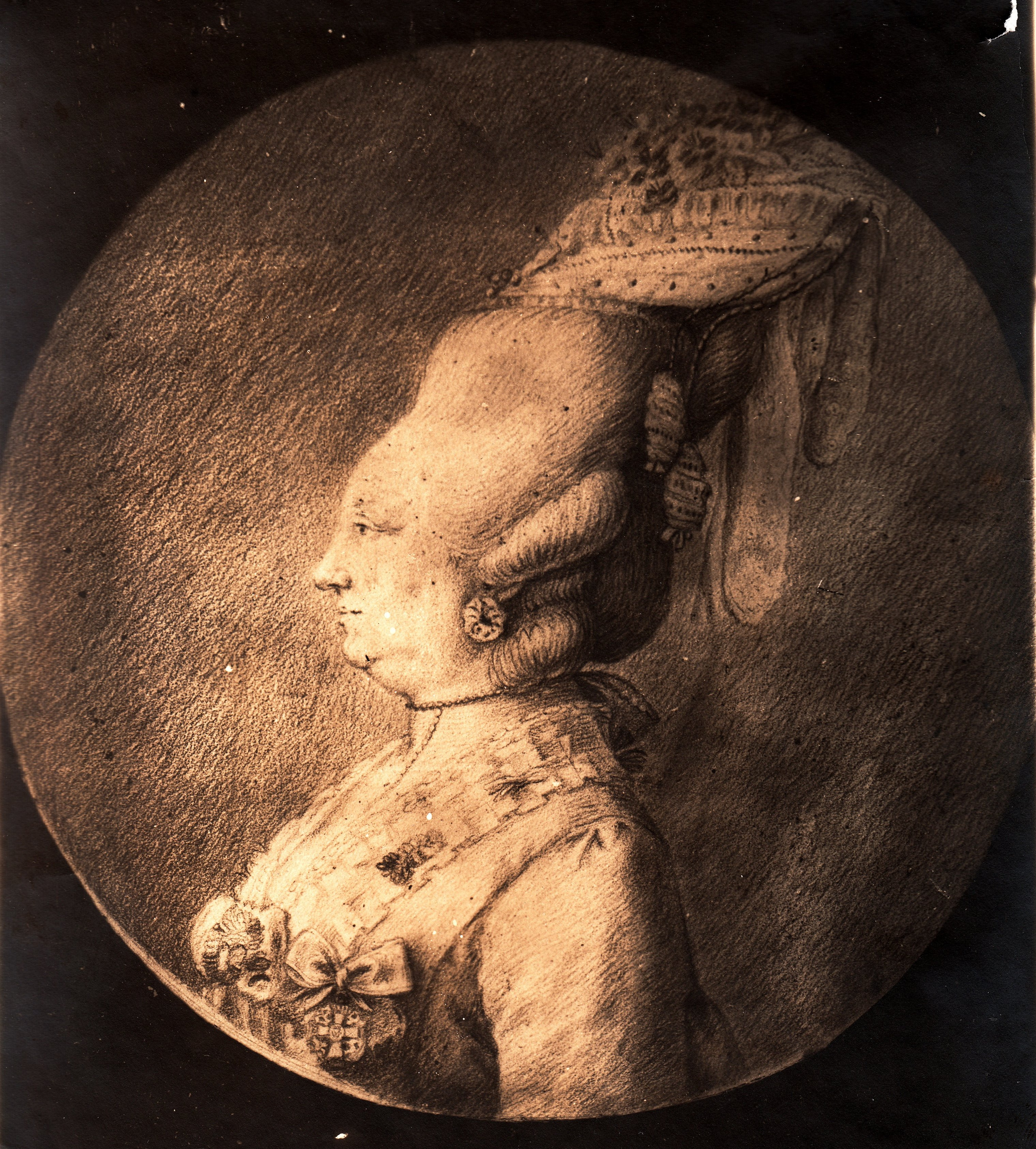
Cecilie Christine von Schøller

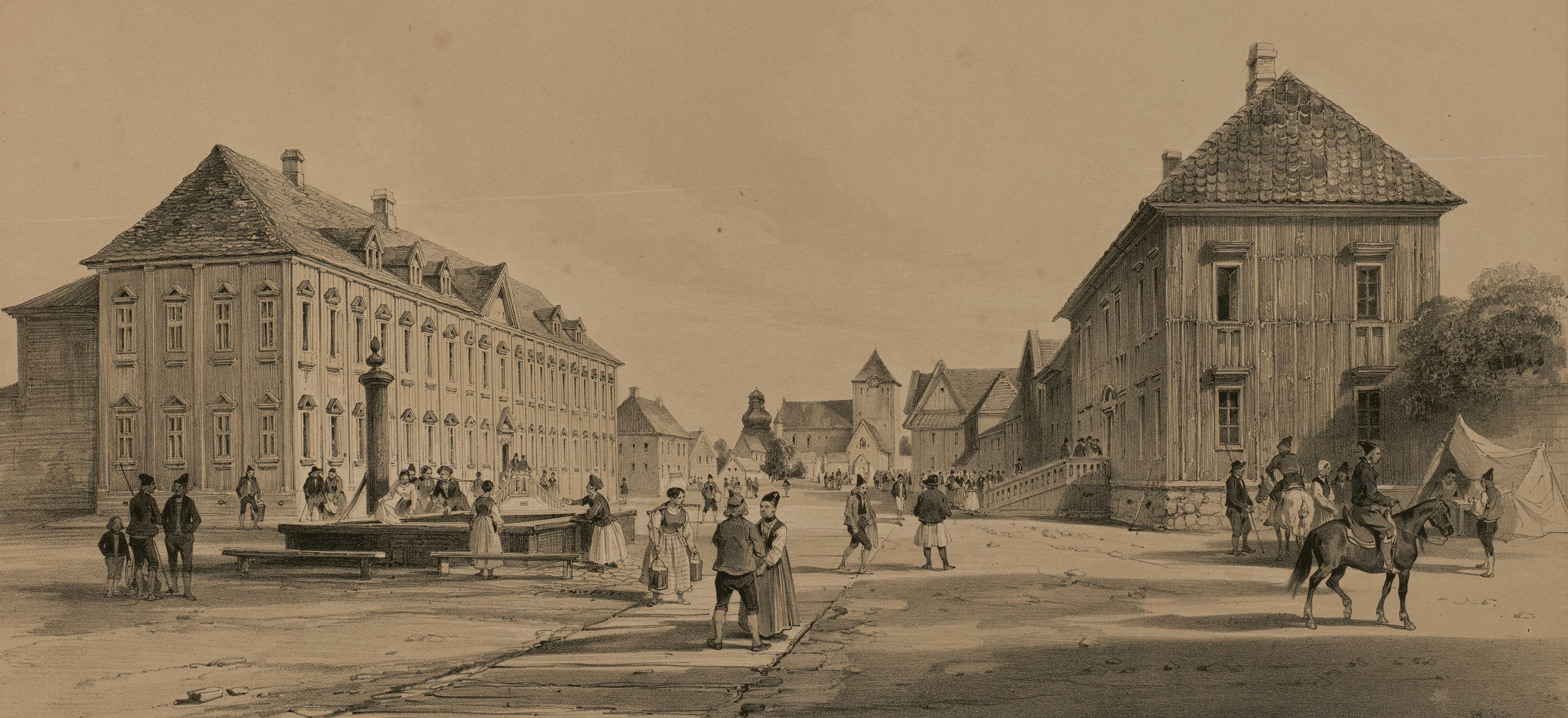
Stiftsgården (links) von der Munkegata, Blickrichtung Nidarosdom, Mitte 19. Jahrhundert

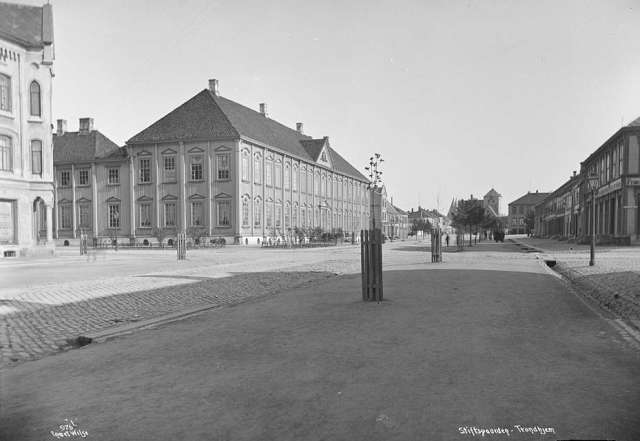
Stiftsgården in den 1880er Jahren

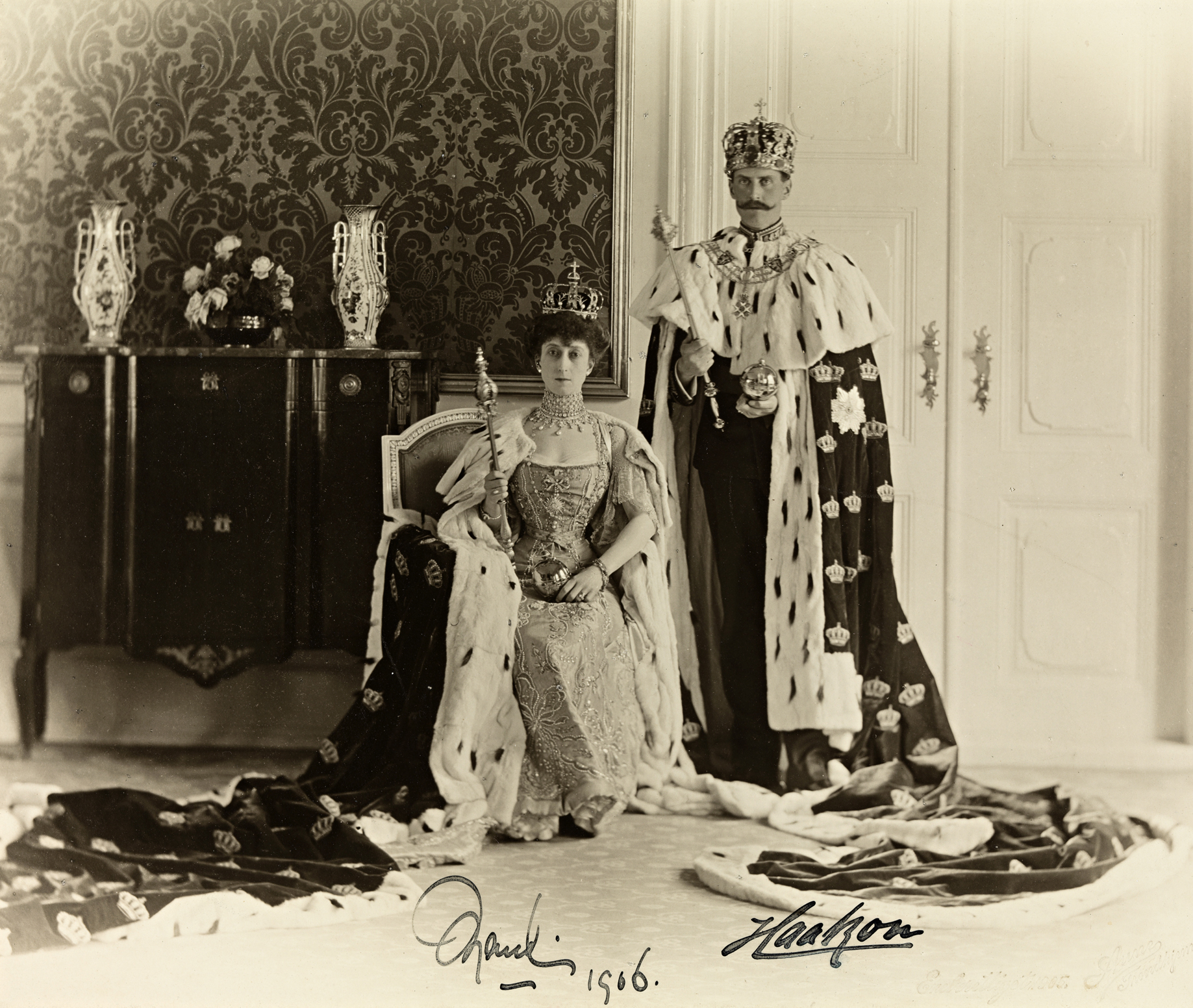
Offizielles Krönungsfoto von König Haakon VII. und Königin Maud, aufgenommen im Salon der Königin in Stiftsgården, 1906

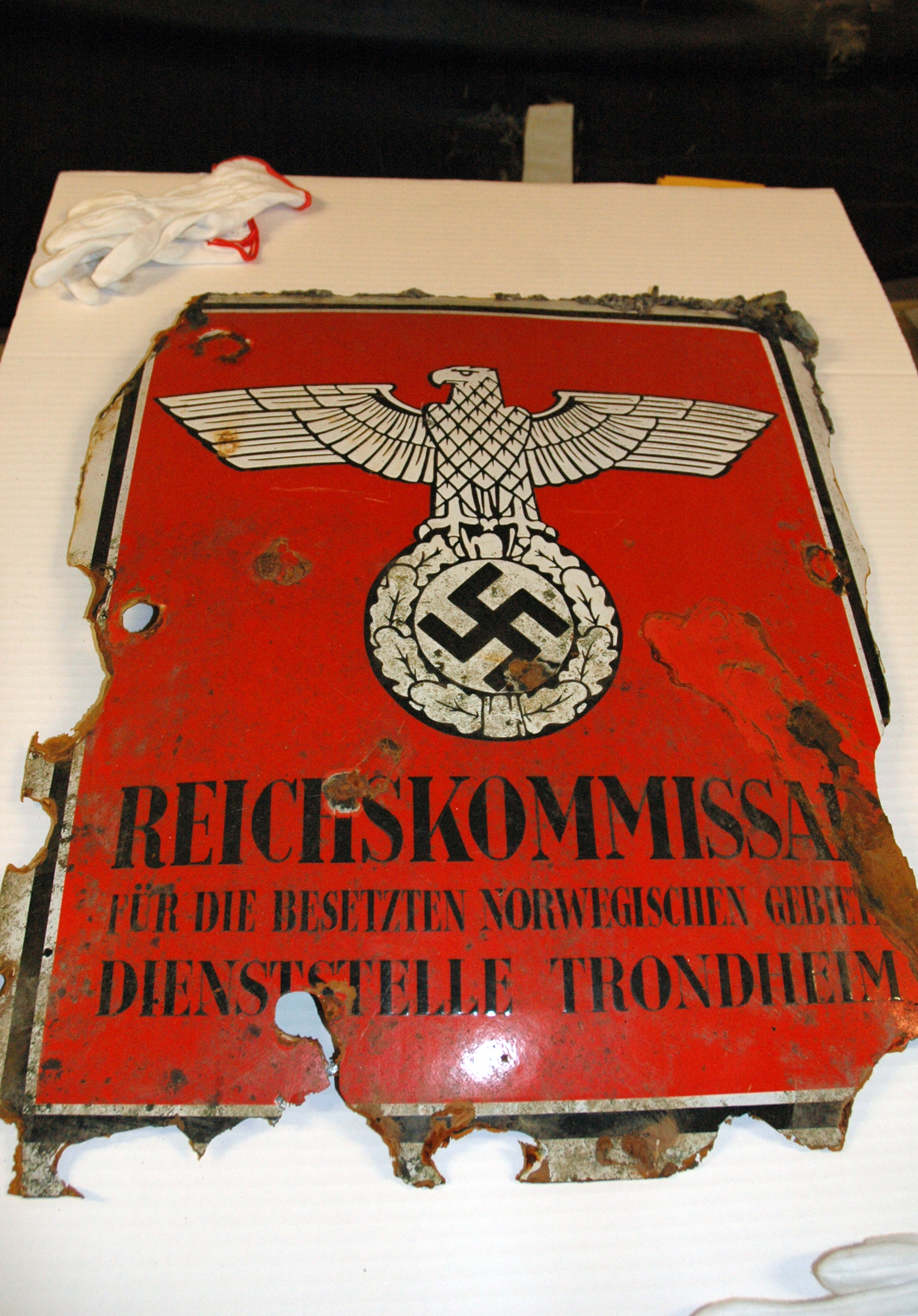
Amtsschild der Dienststelle Trondheim des Reichskommissariats Norwegen, die in Stiftsgården untergebracht war

### Bau
Stiftsgården wurde 1774–1778 von der verwitweten Geheimrätin Cecilie Christine von Schøller in Auftrag gegeben.:9–11 Sie war die Tochter des kommandierenden Generals für das nördliche Norwegen, Johan Friedrich Frølich, und seiner Frau Hilleborg von Wettberg. Die Familie gehörte zum dänischen Hochadel. Cecilie heiratete 1742 den Rats- und Kammerherrn Stie Tønsberg Schøller, der aus einer ersten Ehe schon ein großes Vermögen geerbt hatte. Cecilie wurde 1769 Witwe und erbte das große Vermögen ihres Mannes. Zwei Jahre später starb ihre Mutter und hinterließ ihr den großen „Generalsgård“ in Munkegaten, der Hauptstraße von Trondheim, und umfangreiches weiteres Vermögen. Einige Jahre später kaufte sie mehrere Nachbargrundstücke, um ausreichend Fläche für ihr ehrgeiziges Bauvorhaben zu gewinnen. Hier errichtete sie den Stiftsgården. 1774 war Baubeginn, 1778 wurde das Stadtpalais fertiggestellt. Die Baukosten lagen bei 7.400 Riksdalern, 1777 betrug der Feuerverischerungswert des Gebäudes 7500 Riksdaler.
Hinsichtlich des Architekten gibt es einige Vermutungen, aber keine sicheren Belege. Als mögliche Architekten werden genannt Johan Daniel Berlin oder der spätere Admiral Christian Lerche. Er war ein Cousin von Cecilie Schøller und zu der Zeit, als der Stiftsgården geplant wurde, Offizier in Trondheim.

### Nutzung
Cecilie Christine von Schøller nutzte ihren Stadtpalast nicht sehr intensiv. Von 1779 bis 1781 hielt sie sich am Hof in Kopenhagen auf, 1783 siedelte sie endgültig nach Kopenhagen über. Sie starb dort 1786 und wurde in Kopenhagen beigesetzt. Ihr Schwiegersohn, Kämmerer Stie Tønsberg Schøller von Krogh, war Alleinerbe. An ihn ging auch Stiftsgården über. Er verfolgte aber eine Karriere am Hof in Kopenhagen, hatte für das Palais keine Verwendung und verkaufte es im Jahr 1800 für 10.000 Riksdaler an den Staat. Es wurde Amtssitz für den Stiftsamtmann, den höchsten Verwaltungsbeamten der dänischen Krone im Bezirk Trondheim, und das oberste Gericht des Bezirks. Gelegentlich diente es als Residenz für Mitglieder der königlichen Familie, wenn sie sich in Trondheim aufhielten. Wenn der König im Stiftsgården wohnte, musste der Stiftsamtmann ausziehen. Als König Karl III. Johan, als schwedischer König Karl XIV. Johann, 1818 gekrönt wurde, diente Stiftsgården zum ersten Mal als königliche Residenz.:93f Kronprinz Karl (Karl IV.) besuchte Trondheim 1856 und wohnte auch während der Feierlichkeiten zu seiner Krönung 1860 dort:94f, ebenso Oscar II.:97f und auch später noch anlässlich der Eröffnung von Rørosbanen 1877 und Meråkerbanen 1882.:101
1816 wurde die Norges Bank gegründet und als Hauptsitz Trondheim bestimmt. Dort verfügte die Regierung noch nicht über ein geeignetes Gebäude. So diente der Keller des Stiftsgårde eine Zeit lang als Tresorraum für die Bank.
Während des Stadtbrandes von Trondheim 1841 geriet der Dachstuhl des Gebäudes in Brand, das Feuer konnte aber gelöscht und das Gebäude gerettet werden.
Anlässlich der Krönung von Haakon VII. 1906 wurde Stiftsgården offiziell zur königlichen Residenz in Trondheim bestimmt. Die veröffentlichten Krönungsfotos des Königspaares entstanden dabei im „Salon der Königin“ im Stiftsgården.:110 Während der Besetzung Norwegens im Zweiten Weltkrieg (1940–1945) diente Stiftsgården der Dienststelle Trondheim des Reichskommissariats Norwegen als Dienstsitz.:120
Auch bei Staatsbesuchen wird Stiftsgården genutzt, so etwa bei einem Besuch der britischen Königin, Elisabeth II., 1969.:133 Bei den Segnungsgottesdiensten zum Amtsantritt von König Olav V. 1958 und König Harald V. 1991 war Stiftsgården Ort eines Teils der Feier, ebenso bei der Heirat von Prinzessin Märtha Louise im Nidarosdom 2002.

### Renovierungen
Für die geplante Krönung von König Oscar I. und Königin Josephine 1844/45, die dann letztendlich nicht stattfand, wurde Stiftsgården renoviert und als königliche Residenz hergerichtet. Auch anlässlich der Krönung von König Haakon VII. und Königin Maud 1906 wurde das Gebäude modernisiert. Vor dem Segnungsgottesdienst zum Amtsantritt von König Olav V. 1958 wurde es ebenfalls renoviert. Nach dem Herrscherwechsel 1991 wurde eine Gesamtrenovierung von Stiftsgården umgesetzt, die rechtzeitig zur 1000-Jahr-Feier Trondheims 1997 abgeschlossen war. In den Jahren nach 1997 wurde noch die historische Küche vollständig renoviert.

## Architektur und Ausstattung
Stiftsgården wurde im Übergang vom Rokoko zum Klassizismus erbaut. Der Hauptflügel ist zweistöckig und erstreckt sich über 58 m entlang der Munkegaten. Rechtwinklig zweigen davon an beiden Enden Seitenflügel ab. Gedeckt ist das Gebäude mit einem Walmdach. Die Fassade entlang der Munkegaten ist streng symmetrisch angelegt, wobei die Straße – ohne jeden Abstand – an dem Gebäude entlang läuft. Das Gebäude öffnet sich rückseitig und U-förmig zu einem Hof und einem kleinen Park. Beide sind durch einen Zaun getrennt, so dass der Park für die Öffentlichkeit immer zur Verfügung steht. Im schmiedeeisernen Geländer der Treppe vor dem Haupteingang ist das Spiegelmonogramm von Cecilie Schøller integriert.
Das Gebäude hat eine Kapazität von ca. 140 Zimmern mit insgesamt 4.000 m². In beiden Hauptstockwerken reihen sich auf beiden Seiten Zimmer, wobei die Repräsentationsräume im Erdgeschoss liegen und zur Straße hin ausgerichtet sind, noch in der traditionellen barocken Enfilade-Anordnung. Zentrales Element der sieben Repräsentationsräume ist eine zentrale Halle, die heute als Thronsaal eingerichtet ist. Das hat den – nicht ganz protokollgerechten – Effekt, dass ein Besucher, der Stiftsgården von der Straße durch den Haupteingang betritt – ohne einen Vorraum – direkt im Thronsaal steht. Die gewöhnlich genutzten Eingänge befinden sich an den Gebäudeseiten, wo auch die Treppenhäuser asymmetrisch angeordnet sind. Die königliche Wohnung befindet sich im ersten Stock des Nordflügels.
Die Repräsentationsräume haben hohe zweiflügelige Kassettentüren, reich verzierten Ofennischen und Decken mit Stuck im Rokokostil. Der Stuck und eine Reihe von Tapeten aus dem 18. Jahrhundert sind erhalten geblieben. Mehrere Räume sind mit Wandmalereien ausgestattet. Die heutige Innenausstattung, vor allem das Mobiliar, stammt zu einem erheblichen Teil von den Krönungen im 19. Jahrhundert und der Krönung von 1906. In den 1950er Jahren wurde ein Großteil der ursprünglichen Einrichtung entfernt und durch (damals) modernes skandinavisches Design ersetzt. Das wurde während der Renovierung von 1991 bis 1997 weitgehend wieder rückgängig gemacht.

## Verwaltung
Stiftsgården ist ein Kulturdenkmal und steht unter Denkmalschutz.
Der König hat das Hausrecht. Verwaltet wird das Gebäude durch Statsbygg Midt-Norge. Wenn das Gebäude nicht von der königlichen Familie genutzt wird, sind die Repräsentationsräume der Öffentlichkeit im Rahmen von Führungen zugänglich. Das wird durch den Besucherdienst des Nordenfjeldske Kunstindustrimuseum (Kunstgewerbemuseum Nordenfjeldske) in Trondheim organisiert.:149

## Schlossgarten

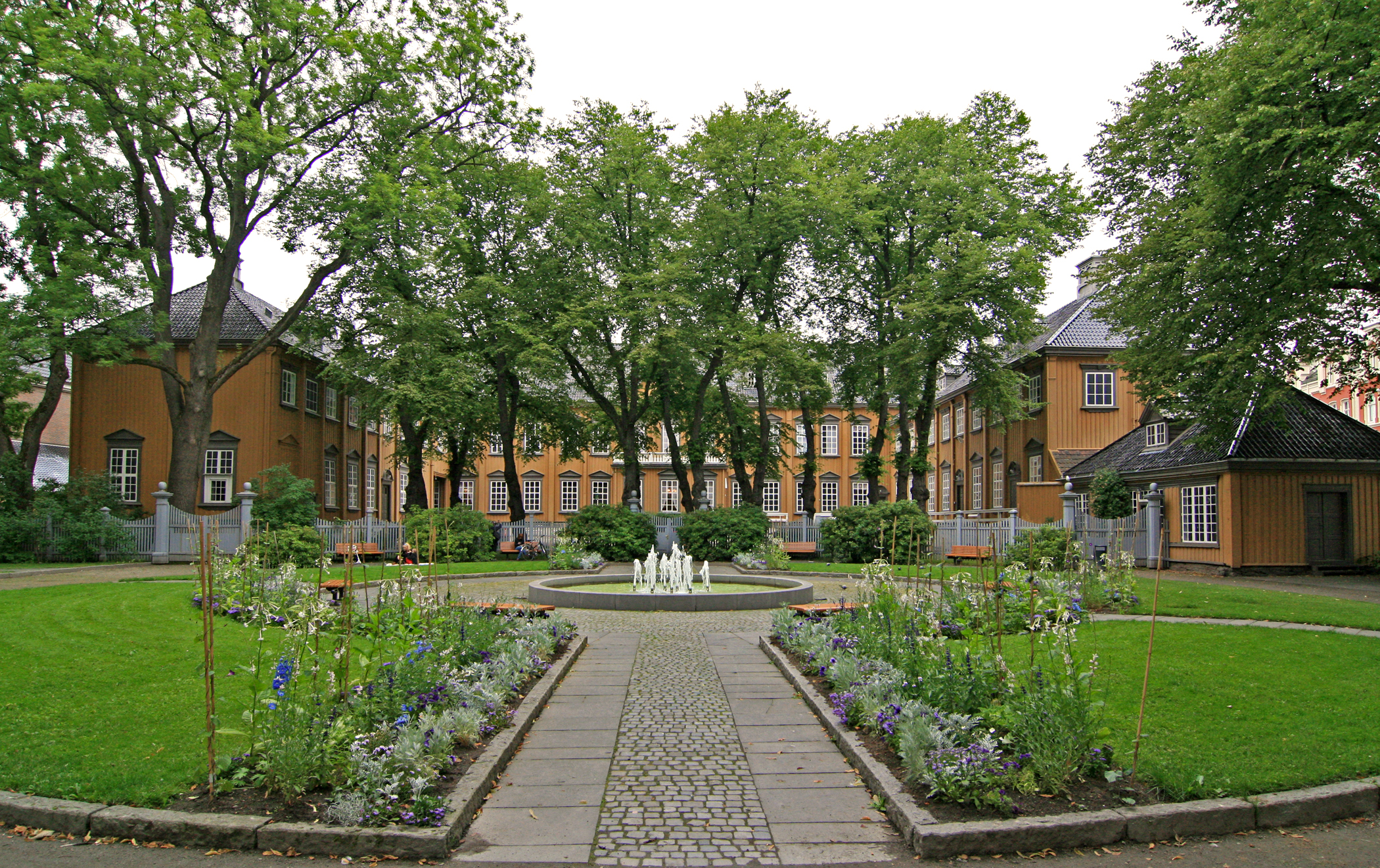
Stiftsgården-Park

Der Stiftsgårdspark ist 3000 m² groß. Früher nicht öffentlich zugänglich, wurde er 1996 / 1997 renoviert und für die Öffentlichkeit freigegeben. Bei der Renovierung wurden historische Elemente, wie die ursprünglichen Achsen, die Vegetation und die Zäune wiederhergestellt. Gestaltet ist der Park um einen kreisförmigen Platz mit einem Springbrunnen in der Mitte, Bänken und Bepflanzungen. Hier steht auch ein Denkmal für König Olav V.